# Neues Blumenbuch
Das aus drei Teilen bestehende Werk Neues Blumenbuch war das erste der Naturforscherin Maria Sibylla Merian (1647–1717). Sie bildete auf 36 Kupferstichen in den drei Büchern eine Reihe von bekannten und unbekannteren Blumen als Zeichen- und Stickvorlagen ab. Ihr zweites Werk trägt den Titel Der Raupen wunderbare Verwandlung und sonderbare Blumennahrung.
Der erste Band des Neuen Blumenbuchs erschien 1675, die beiden folgenden 1677.

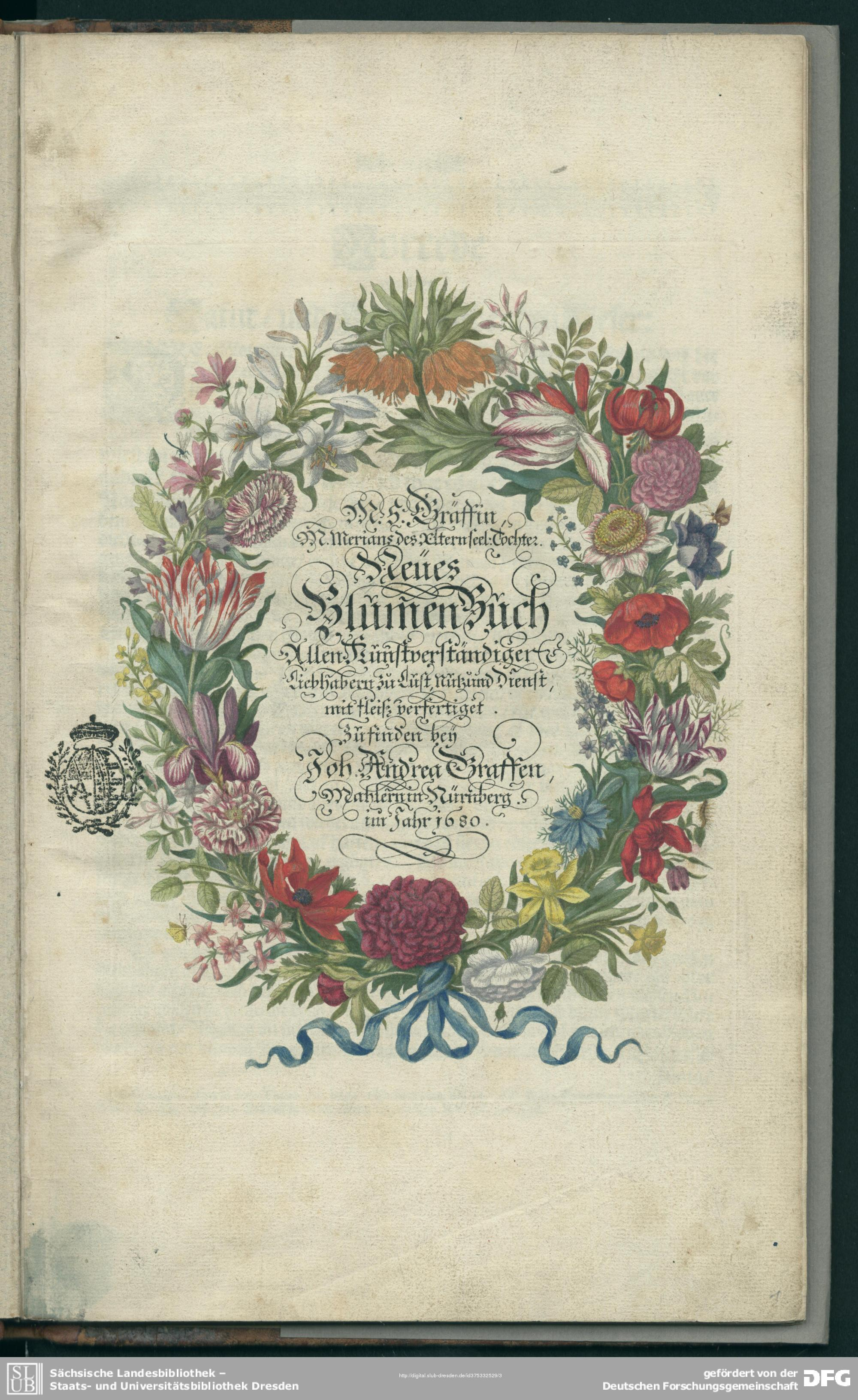
Neues Blumenbuch Band 1
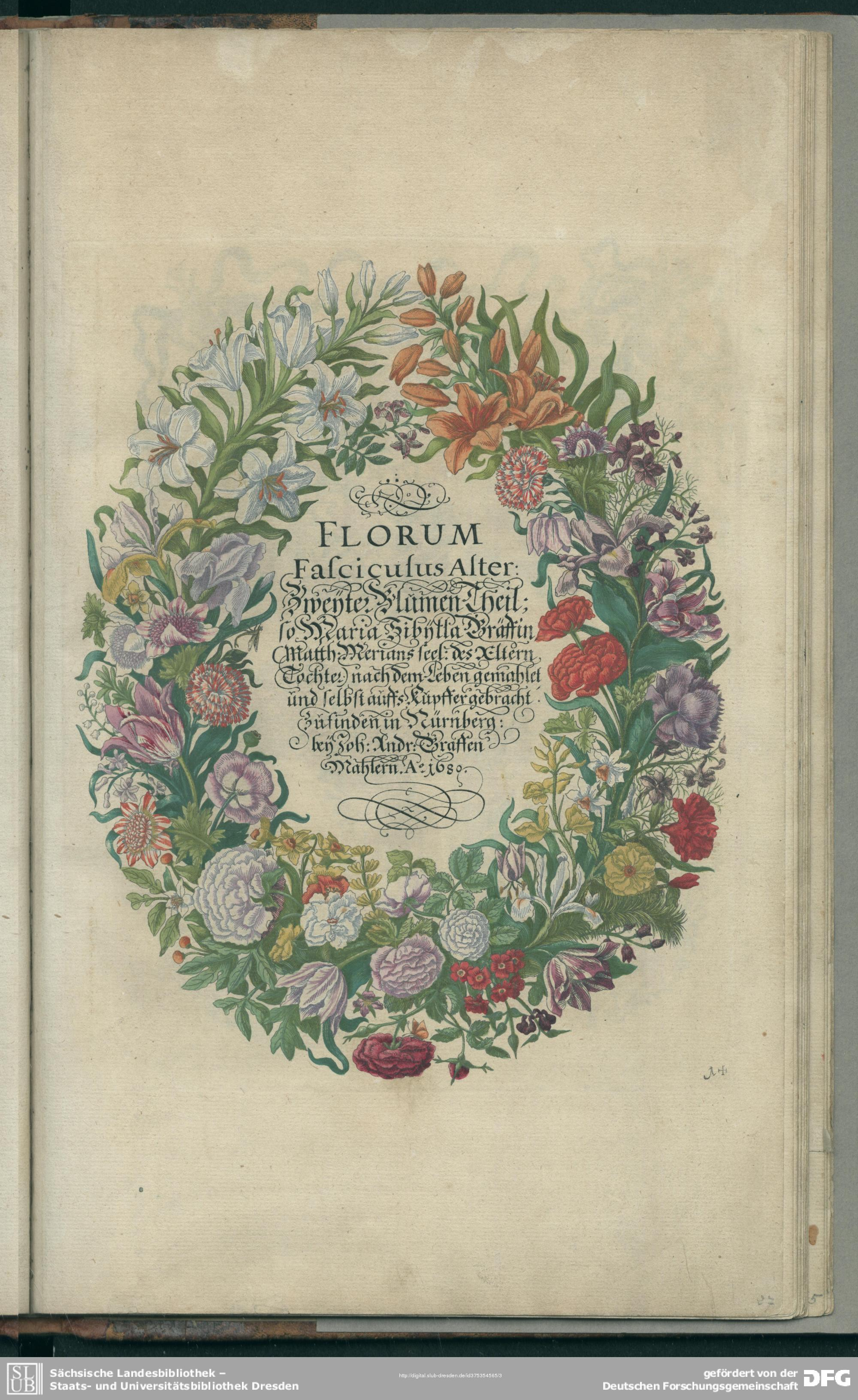
Neues Blumenbuch Band 2
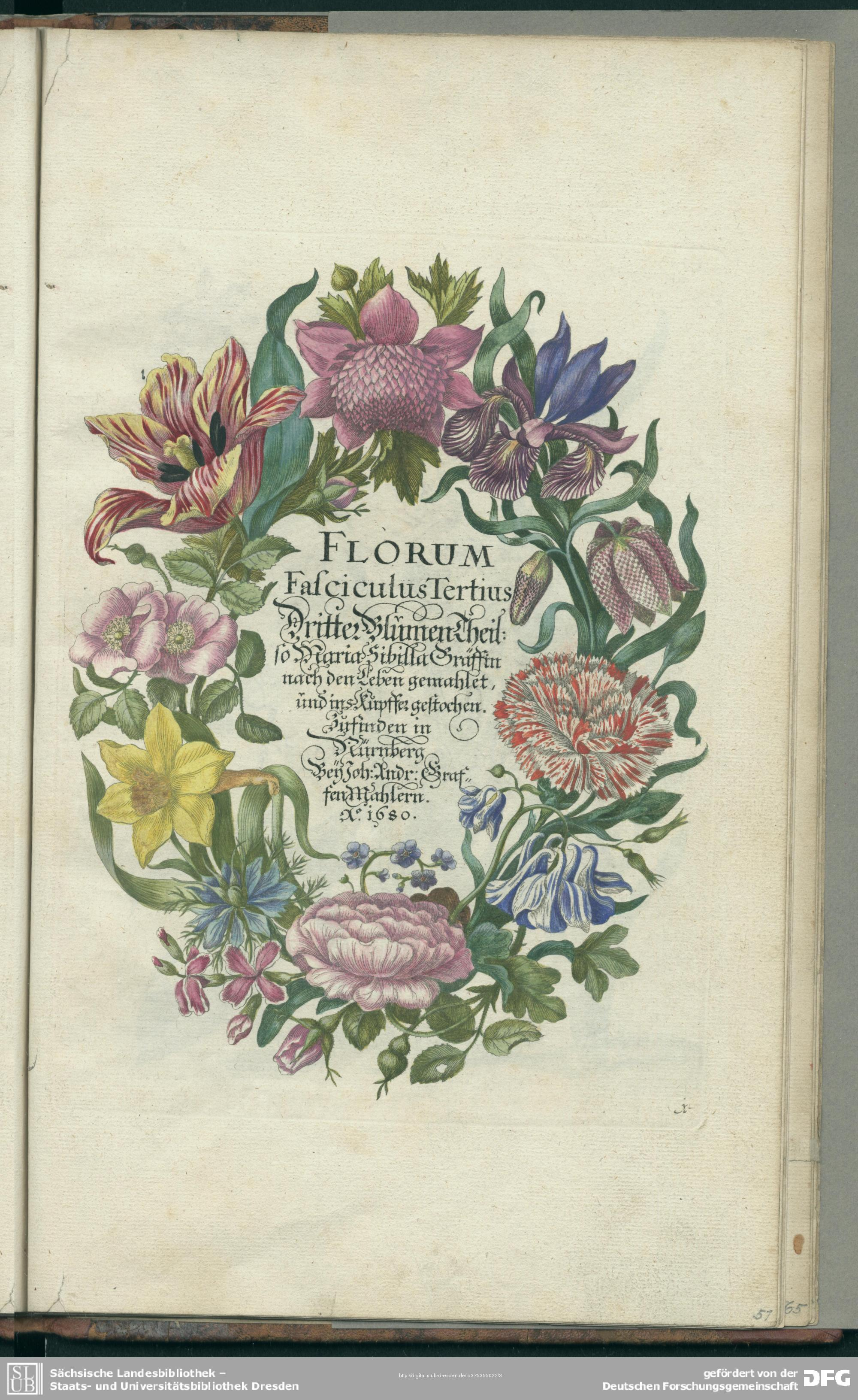
Neues Blumenbuch Band 3